# Jan Karski
Jan Karski (Jan Romuald Kozielewski) (Łódź, Polónia 24 de junho de 1914 - Washington 13 de julho de 2000) - jurista e diplomata, historiador, professor da Universidade de Georgetown. Secretário do Diretor do Escritório de Pessoal do Ministério dos Negócios Estrangeiros. Courier e emissário das autoridades Estado Secreto Polaco, testemunha do Holocausto. Por seu trabalho foi premiado com as mais altas condecorações estatais - Ordem polaca da Águia Branca e com a Medalha Americana de Liberdade. Honrado por Yad Vashem com o título de Justo entre as nações, cidadão polaco e americano, cidadão honorário do Estado de Israel.

## Biografia e missão

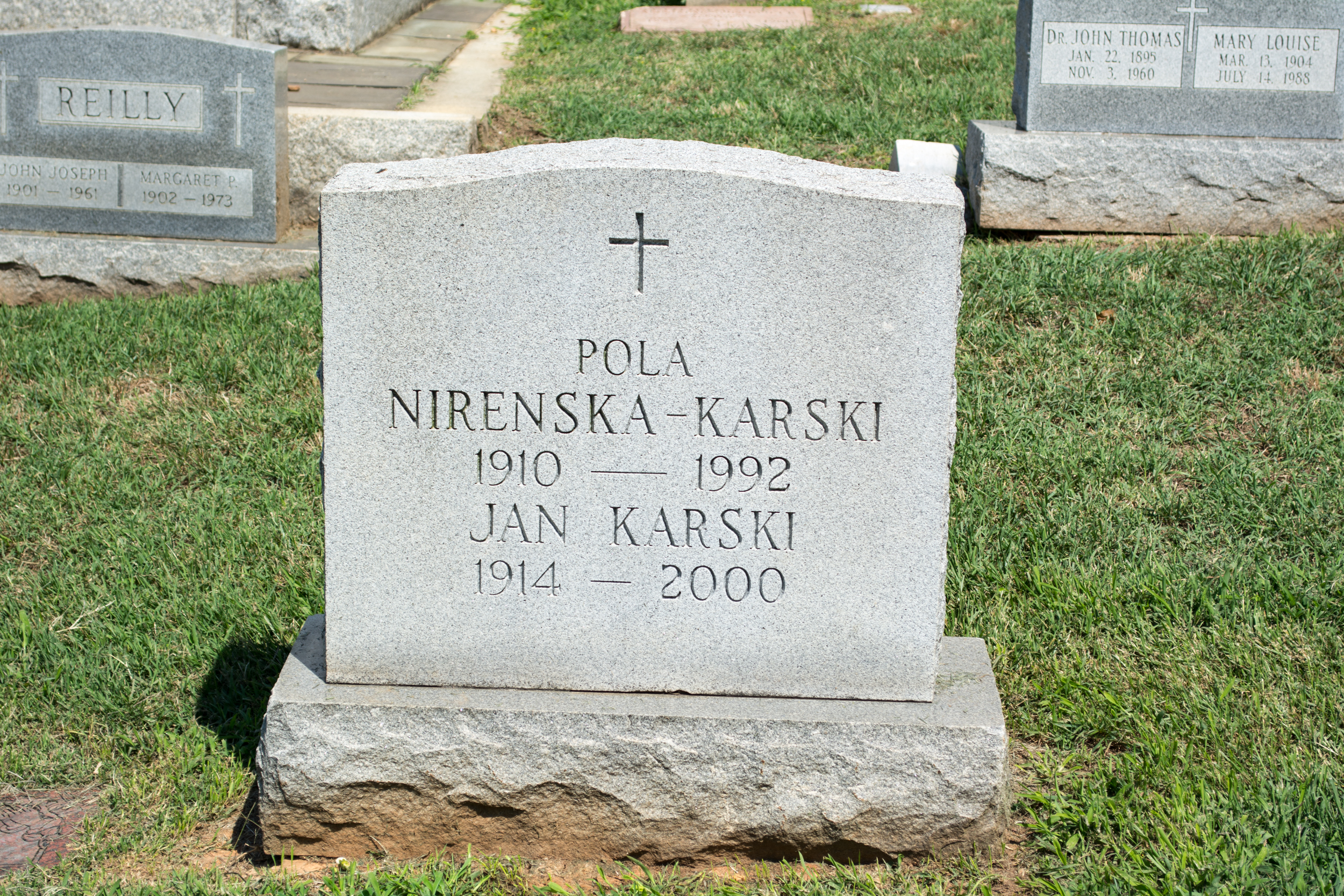
Túmulo de Jan Karski

Em 1939, aquando da invasão da Polónia por parte do exército alemão, Jan Karski, então Tenente do exército, foi detido e colocado num comboio-prisão. Durante a noite conseguiu escapar e juntou-se aos grupos de resistência polaca. 
A partir de 1940 atuou como mensageiro do movimento de resistência e viajou entre a Polónia, Inglaterra e França, transportando informações para o Governo da Polónia em exílio. Novamente detido e torturado em Julho de 1940, Jan Karski tentou o suicídio, numa tentativa desesperada de proteger o resto dos membros da resitência e não reveler qualquer informação. 
Em Londres encontrou-se com líderes Judeus e ofereceu-se para voltar à Polónia ocupada, de forma a testemunhar na primeira pessoa a situação no Gueto de Varsóvia. Jan redigiu um relatório que mais tarde entregou ao Primeiro-Ministro britânico e ao Presidente norte-americano – relatou a situação catastrófica que se vivia: falou de pessoas a morrerem nas ruas, crianças demasiado fracas para se moverem e pediu que se agisse rapidamente de forma a impedir o Holocausto.
Entretanto, as autoridades nazis descobriram a sua verdadeira identidade e por motivos de segurança não pode regressar à Polónia. 
Jan Karski manteve-se nos Estados Unidos. Doutorou-se na Universidade de Georgetown e tornou-se professor, lecionando durante mais de 40 anos. 
Faleceu em Washington, nos Estados Unidos da América em Julho de 2000, aos 86 annos.

## Prémios e condecorações
Entre vários prémios e condecorações, a sua coragem foi reconhecida por vários países e personalidades. Em 1982 recebeu o titulo “Justo entre as Nações”, atribuído pelo Estado de Israel, do qual se tornou cidadão honorário. Recebeu igualmente a mais alta condecoração no seu país de origem, a Polónia: a “Ordem da Águia Branca”.

### Publicações de Jan Karski
- "Polish Death Camp." Collier's, 14 October 1944, pp. 18–19, 60–61.
- Courier from Poland: The Story of a Secret State, Boston 1944 (Polish edition: Tajne państwo: opowieść o polskim Podziemiu, Warszawa 1999).
- Wielkie mocarstwa wobec Polski: 1919-1945 od Wersalu do Jałty. wyd. I krajowe Warszawa 1992, Wyd. PIW ISBN 83-06-02162-2
- Tajna dyplomacja Churchilla i Roosevelta w sprawie Polski: 1940-1945.
- Polska powinna stać się pomostem między narodami Europy Zachodniej i jej wschodnimi sąsiadami, Łódź 1997.

### Sobre Jan Karski
- E. Thomas Wood & Stanisław M. Jankowski (1994). Karski: How One Man Tried to Stop the Holocaust. John Wiley & Sons Inc. page 316; ISBN 0-471-01856-2
- J. Korczak, Misja ostatniej nadziei, Warszawa 1992.
- E. T. Wood, Karski: opowieść o emisariuszu, Kraków 1996.
- J. Korczak, Karski, Warszawa 2001.
- S. M. Jankowski, Karski: raporty tajnego emisariusza, Poznań 2009.
- Henry R. Lew, Lion Hearts Hybrid Publishers, Melbourne, Australia 2012.